# Muhammed Demirel
Muhammed Demirel (Istanbul, 8 novembre 2002) è un judoka turco, vincitore della medaglia d'argento ai campionati europei di Zagabria 2024..

## Biografia
Al XV Festival olimpico della gioventù europea di Baku 2019, ha conquistato l'oro nel torneo a squadre misto.
Nel mese di aprile 2024 ha conquistato la medaglia d'argento ai campionati europei di Zagabria 2024 nei -66 kg, perdendo la finale contro il georgiano Vazha Margvelashvili.
Ha rappresentato la Turchia ai Giochi olimpici estivi di Parigi 2024, dove è stato eliminato ai sedicesimi del torneo dei 66 kg dal finlandese Luukas Saha. Nel torneo a squadre miste è stato eliminato agli ottavi.

## Palmarès
- Europei

Zagabria 2024: argento nei -66 kg;
- Festival olimpico della gioventù europea

Baku 2019: oro nel torneo a squadre miste;